# Кэрролл, Дэниэл
Дэниел Кэрролл (англ.  Daniel Carroll; 22 июля 1730 — 5 июля 1796) — государственный деятель США. Один из двух католиков, которые подписали Конституцию США.
Происходил из известной в Мэриленде семьи. Учился в Европе, вернулся в Соединенные Штаты вести жизнь плантатора. В 1781 году избран в Континентальный конгресс. Избирался в сенат штата Мэриленд. На Филадельфийский конвент опоздал, но затем посещал все заседания. Принимал участие в дебатах и агитировал в Мэриленде за ратификацию Конституции. Избирался в Палату представителей США и стал одним из первых представителей округа Колумбия.